# Xã Albee, Michigan
Xã Albee (tiếng Anh: Albee Township) là một xã thuộc quận Saginaw, tiểu bang Michigan, Hoa Kỳ. Năm 2010, dân số của xã này là 2.160 người.